# Haplophthalmus africanus
Haplophthalmus africanus är en kräftdjursart som beskrevs av Albert Vandel1959. Haplophthalmus africanus ingår i släktet Haplophthalmus och familjen Trichoniscidae. Inga underarter finns listade i Catalogue of Life.